# Contenu en eau liquide
Pour les articles homonymes, voir CEL.
Le contenu en eau liquide (CEL) d'un nuage est la quantité d'eau sous forme liquide par volume (g/m3) ou masse d'air (g/kg). Cette variable est de première importance puisqu'elle est reliée à d'autres propriétés microphysiques des nuages telles que le rayon des gouttes de nuages, le nombre de gouttes d'eau dans le nuage ou encore la distribution en taille des gouttes de nuages et de pluie (granulométrie), aussi appelée spectre en taille. 
Cette donnée permet de déterminer les formations nuageuses qui ont une bonne probabilité d'apparaître, ce qui est utile pour les prévisions météorologiques comme pour prévoir le développement de précipitations, en particulier celles des cumulonimbus responsables des orages et des fortes pluies. Le radar météorologique peut confirmer cette valeur dans les nuages grâce à l'algorithme de masse de la colonne de précipitations, ou VIL, qui utilise les échos de précipitations sommés dans la verticale.

## Propriétés
À chaque type de nuage est associé un contenu en eau liquide ; leur classification la prend en compte. Le contenu en eau liquide est par ailleurs le troisième moment de la distribution en taille des gouttes d'eau . Par exemple, lors d'une mesure avec un radar météorologique, le signal radar est directement relié au spectre en taille des hydrométéores (pluie, neige, grêle....) contenus dans les nuages. À partir de cette distribution, on peut retrouver certains paramètres, dont le contenu en eau liquide. Pour une distribution standard, comme celle de Khrgian et Mazin (1963) :
{\displaystyle n(a)=1.45\times 10^{-6}\left({\frac {M_{c}}{\rho _{l}{\bar {a}}^{6}}}\right)a^{2}\exp \left(-\Lambda a\right)}
Où {\displaystyle \rho _{l}} est la densité volumique de l'eau liquide, {\displaystyle a} le rayon des gouttes d'eau, {\displaystyle {\bar {a}}} le rayon moyen, {\displaystyle \Lambda } est le paramètre des diamètres et {\displaystyle M_{c}} le contenu en eau liquide.

### Classification des nuages
Les nuages qui ont une très faible densité, comme les cirrus, contiennent très peu d'eau liquide puisque ce sont des nuages de glace situés à haute altitude. Contrairement aux cirrus, les cumulonimbus sont des nuages à contenus en eau liquide très élevés.
| Type de nuage | {\displaystyle M_{c}\ (g/m^{3})} |
| ------------- | -------------------------------- |
| cirrus        | 0,03                             |
| brouillard    | 0,05                             |
| stratus       | 0,25-0,30                        |
| cumulus       | 0,25-0,30                        |
| stratocumulus | 0,45                             |
| cumulonimbus  | 1,0-3,0                          |

### Autres relations
Bien d'autres relations très pratiques existent pour déterminer le contenu en eau liquide. L'une des variables les plus utiles reliées au contenu en eau liquide est la concentration en gouttes d'eau d'un nuage.
La concentration en gouttes d'eau d'un nuage est le nombre de gouttes d'eau par volume, généralement exprimé en centimètre cube (Wallace, 2006). La formule est la suivante :
{\displaystyle n=N/V}
Où N est le nombre total de gouttes d'eau dans le volume V de nuage. Pour convertir ceci en contenu en eau liquide {\displaystyle (M_{c})} :
{\displaystyle M_{c}={\frac {(m_{l}n)}{N}}}
Avec ml la masse d'eau contenu dans une parcelle d'air.

### Source
- (en) Cet article est partiellement ou en totalité issu de l’article de Wikipédia en anglais intitulé « Liquid water content » (voir la liste des auteurs).